# Vall dels Volcans

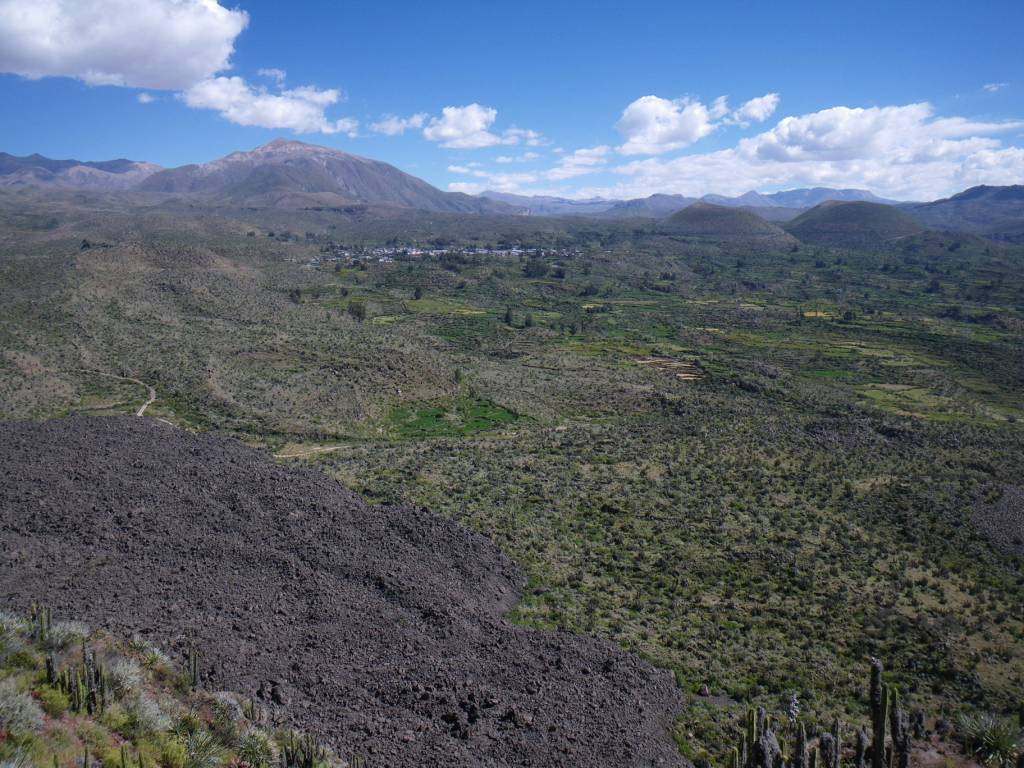

La Vall dels Volcans se situa en el departament d'Arequipa, al Perú. Hi discorre el riu Andagua de nord a sud. La zona conté diversos volcans, entre aquests l'Antaymarca, i al seu voltant hi ha més d'una desena de volcans, en destaquen els bessons Shipee i Jonson. El volcà més alt n'és Pucamauras amb 350 m.
A la vall hi ha una falla amb lava basàltica. La falla a la part de l'Andagua es troba entre 500 o 800 m més a baix que la part de Huambo. Aquesta lava prové de l'erupció múltiple dels petits volcans que emergiren per la desgasificació de laves o erupcions des del magma. La formació de la vall data de fa dos-cents mil anys, durant el Quaternari.
A la vall hi ha l'Andagua, a 3.600 msnm.
Al 2019, la Unesco declarà geoparque mundial al Canyó del Colca i Volcans d'Andagua.